# Ондар, Бичен Кыргысовна
Ондар, Бичен Кыргысовна (7 ноября 1948 — 30 января 2013) — российский тувинский ученый, филолог, автор «Топонимического словаря Тувы», автор школьных учебников, один из авторов Программы «Русский язык в Республике Тыва», Почётный работник общего образования Российской Федерации, лауреат премии Председателя Правительства Республики Тыва, член экспертной комиссии Института развития национальной школы Министерства образования Республики Тыва.

## Биография
Родилась 7 ноября 1948 года в многодетной семье Ойдуп-оола Лочуновича Кыргыса и Долзатмы Серээевны Бай-Кара. Училась в Баян-Кольской школе, в школе № 2 г. Кызыла. Окончила школу в 1967 году с золотой медалью. С 1967 года работала учителем в начальной школе с. Терлиг-Хая Кызылского кожууна. В 1970 году поступила на 1 курс филологического факультета Кызылского государственного педагогического института (КГПИ). В 1971 году была делегатом первого слета студентов в Москве. На слете студентов была награждена Ленинской юбилейной медалью, которую ей вручил генеральный секретарь Центрального Комитета Коммунистической партии Советского Союза Л. И. Брежнев. В 1975 году с отличием окончила институт по специальности «Русский язык и литература, родной язык и литература». С 1975 года — ассистент кафедры тувинской филологии. В 1977 году поступила в аспирантуру Казанского государственного университета на кафедру татарской филологии. В 1993 году защитила кандидатскую диссертацию по теме: «Гидронимия Тувы» в Институте языкознания Российской Академии наук под руководством известного тюрколога, доктора филологических наук И. В. Кормушина. Работала в республиканском Институте усовершенствования учителей Министерства просвещения Тувинской АССР, деканом филологического факультета и заведующим кафедрой тувинской филологии КГПИ. В 1997 году присуждено ученое звание «Доцента». В последние годы жизни работала ведущим научным сотрудником секторы языка Тувинского института гуманитарных и прикладных социально-экономических исследований.

## Научная деятельность
1.Проведено первое комплексное историко-лингвистическое исследование названий водных объектов в тувинском языкознании .
2.Выявлено значительное количество гидрографических терминов, которые были подвергнуты сопоставительно-сравнительному анализу  Архивная копия от 26 ноября 2019 на Wayback Machine.
3. Определены способы гидронимообразования, выявлены структурные типы гидронимов .
4. Впервые раскрыта этимология ряда древних гидронимов, неясных с точки зрения современного тувинского языка.
5.Составлен «Топонимический словарь Тувы», который содержит 3200 топонимических единиц со всех районов Республики Тыва.
6.Определены основные аппелятивы, употребляющиеся в тувинской топонимии.
7.Проведен структурно-словообразовательный анализ тувинских топонимов, их лексико-семантическая классификация.
8.Определены стратиграфии топонимов, где выделены пять слоев: тюркский, монгольский, русский, кетский, самодийский
9.Изучены источники тувинской топонимики, начиная с древнетюркских, китайско-монгольских, русских и др.
10 Выявлены аппелятивы в русской топонимии Тувы.
11.Проанализировано происхождение русских топонимов и их структурно-словообразовательные особенности

## Награды
1.Почетная грамота Министерства образования и науки РТ,
2.Почетная грамота ТувГУ,
3.Почетная грамота редакционной коллегии журнала «Башкы»,
4. Нагрудный знак «За вклад в развитие ТувГУ»,
5.Почетный работник общего образования Российской Федерации

## Научные труды

### Топонимические словари
Ондар, Бичен Кыргысовна. Краткий словарь гидронимов Тувы / Б. К. Ондар; Под ред. И. В. Кормушина; Ин-т усоверш. учителей Респ. Тыва. — Кызыл : Тувин. кн. изд-во, 1995. — 44,[2] с.; 20 см; ISBN 5-7655-0430-2
Ондар, Биченмал Кыргысовна. Топонимический словарь Тувы / Б. К. Ондар ; М-во образования и науки Рос. Федерации, М-во общ. и проф. образования Респ. Тыва, Тыв. гос. ун-т. — Абакан : Изд-во Хакас. гос. ун-та им. Н. Ф. Катанова, 2004 (Тип. Хакасского гос. ун-та). — 255 с.; 27 cм.; ISBN 5-7810-0285-5
Ондар, Биченмал Кыргысовна. Топонимический словарь Тувы [Текст] / Б. К. Ондар. — 2-е изд., перераб. — Кызыл : Тувинское кн. изд-во, 2007. — 550 с.; 21 см; ISBN 5-7655-0550-3

### Монографии
1.Ондар Б. К. Тувинская топонимия. Сопоставительный анализ топонимии Тувы с топонимией Южной Сибири и других тюркоязычных территорий. Кызыл: Тувинск. кн. изд-во, 2008. 304 с.
2.Ондар Б. К. Тувинская топонимика: проблемы, поиски, решения. Проблемы преподавания русского языка в вузе и в школе. Кызыл: РИО ТувГУ, 2008. 
3.Ондар, Б. К. Русская топонимия Тувы [Текст] : монография / Ондар Б. К. ; Гос. бюджетное образовательное учреждение высш. проф. образования «Тувинский гос. ун-т». — Кызыл : Тувинский гос. ун-т, 2011. — 167 с.

### Учебники, учебные пособия
1."Тыва дыл. 10-11 класс" (Ойдан-оол и др., 2007),
2. «Тувинский язык» для студентов педагогического училища (С. Бичелдей, Б.Ондар, 1993)
3."Теория и методика обучения русскому языку" (учебно-методическое пособие) (Б.Ондар, 2007)

### Статьи
1.НЕКОТОРЫЕ ВОПРОСЫ ФОРМИРОВАНИЯ КОММУНИКАТИВНОЙ КОМПЕТЕНТНОСТИ СТУДЕНТОВ — БУДУЩИХ ПЕДАГОГОВ — В ПРОЦЕССЕ ИЗУЧЕНИЯ ДИСЦИПЛИНЫ «РУССКИЙ ЯЗЫК И КУЛЬТУРА РЕЧИ» Ондар Б. К. Вестник Тувинского государственного университета. № 4 Педагогические науки. 2010. № 4 (7). С. 22-27.
2.ВОЗМОЖНОСТИ ИСПОЛЬЗОВАНИЯ СЛОВАРНЫХ СТАТЕЙ «ТОПОНИМИЧЕСКОГО СЛОВАРЯ ТУВЫ» НА УРОКАХ РУССКОГО ЯЗЫКА Ондар Б. К. Вестник Тувинского государственного университета. № 4 Педагогические науки. 2011. № 4 (11). С. 76-79.
3.ПРОБЛЕМЫ ТЕХНОЛОГИИ ОБЩЕНИЯ НА ПРАКТИЧЕСКИХ ЗАНЯТИЯХ ПО «РИТОРИКЕ» Ондар Б. К. Вестник Тувинского государственного университета. № 1 Социальные и гуманитарные науки. 2012. № 1 (12). С. 100—103.
4.ЛИНГВОКУЛЬТУРОЛОГИЧЕСКИЙ АНАЛИЗ ФРАЗЕОЛОГИЧЕСКИХ ЕДИНИЦ, ОБОЗНАЧАЮЩИХ"ХАРАКТЕР ЧЕЛОВЕКА" В РУССКОМ И ТУВИНСКОМ ЯЗЫКАХ Ондар Б. К. Вестник Тувинского государственного университета. № 1 Социальные и гуманитарные науки. 2013. № 1 (16). С. 122—127.